# Стефан I (герцог Баварії)
Стефан I (*Stephan I, 14 березня 1271 — 10 грудня 1310) — герцог Нижньої Баварії у 1290—1310 роках.

## Життєпис
Походив з династії Віттельсбахів. Молодший син Генріха XIII, герцога Нижньої Баварії, та Єлизавети (доньки угорського короля Бели IV Арпада). Народився у 1271 році у місті Лансгут. З дитинства йому була визначена духовна кар'єра, але папа римський Миколай IV відмовив йому у зайнятті посади архієпископа Зальцбурзького, затвердивши замість нього Конрада фон Фогнсдорф-Прайтенфурта. Після цього батько вніс Стефана до заповіту щодо спадкоємства герцогства.
У 1290 році після смерті батька разом з братами Оттоном III і Людвігом III успадкував Герцогство Нижньобаварське. Обрав в якості резиденції Лансгут. З самого початку виявив політичні амбіції, оскільки Людвіг III більше займався розвагам, а Оттон III готувався зайняти трон Угорщини, фактичну владу у Нижній Баварії перебрав Стефан I. Його становище ще більше посилилося після смерті у 1296 році Людвіга III та отримання у 1305 році угорської корони Оттоном III.
З початку 1290-х років брав участь у всіх союзах, спрямованих проти Альбрехта I, короля Німеччини. У 1299 році оженився на доньці Болеслава, князя Яворського, союзника Вацлава II, короля Богемії. У 1304—1305 роках надав допомогу останньому у війні проти німецького короля. У 1306—1307 роках разом з братом Оттоном III виступив проти намагань Альбрехта I посісти трон Угорщини.
Незабаром підтримав стриєчного брата Рудольфа I, герцога Верхньої Баварії та пфальцграфа Рейнського, що виступив в союзі з архієпископами Кельна та Майнца проти намагання короля Німеччини скасувати податки уздовж усієї течії річки Рейн. Втім внаслідок підтримки короля з боку рейнських міст повстання зазнало поразки.
Після вбивства короля Альбрехта I у 1308 році активно підтримував в якості кандидата стриєчних братів — спочатку Рудольфа I, а потім Людвіга IV, виступаючи проти Фрідріха Габсбурга, герцога Австрійського.
Помер у 1310 році. Йому спадкували брат Оттон III (номінально) та сини Оттон IV й Генріх XIV

## Родина
Дружина — Ютта, донька Болеслава I, князя Яворського, Свідницького, Львовекського і Зембицького
Діти:
- Агнес (1301—1316), черниця монастиря в Селінгенталі
- Беатріс (1302—1360), дружина Генріха III, графа Гориції
- Фрідріх (1303).
- Юдіт (1304)
- Генріх XIV (1305—1339), герцог Нижньої Баварії у 1310—1339 роках
- Єлизавета (1306—1330), дружина Оттона Габсбурга, герцога Австрії
- Оттон (1307—1334), герцог Нижньої Баварії у 1310—1334 роках
- Людвіг (1308)